# Tapura tessmannii
Tapura tessmannii är en tvåhjärtbladig växtart som först beskrevs av Kurt Krause, och fick sitt nu gällande namn av Ghillean `Iain' Tolmie Prance. Tapura tessmannii ingår i släktet Tapura och familjen Dichapetalaceae. Inga underarter finns listade i Catalogue of Life.